# Walter Möller (Politiker, 1920)

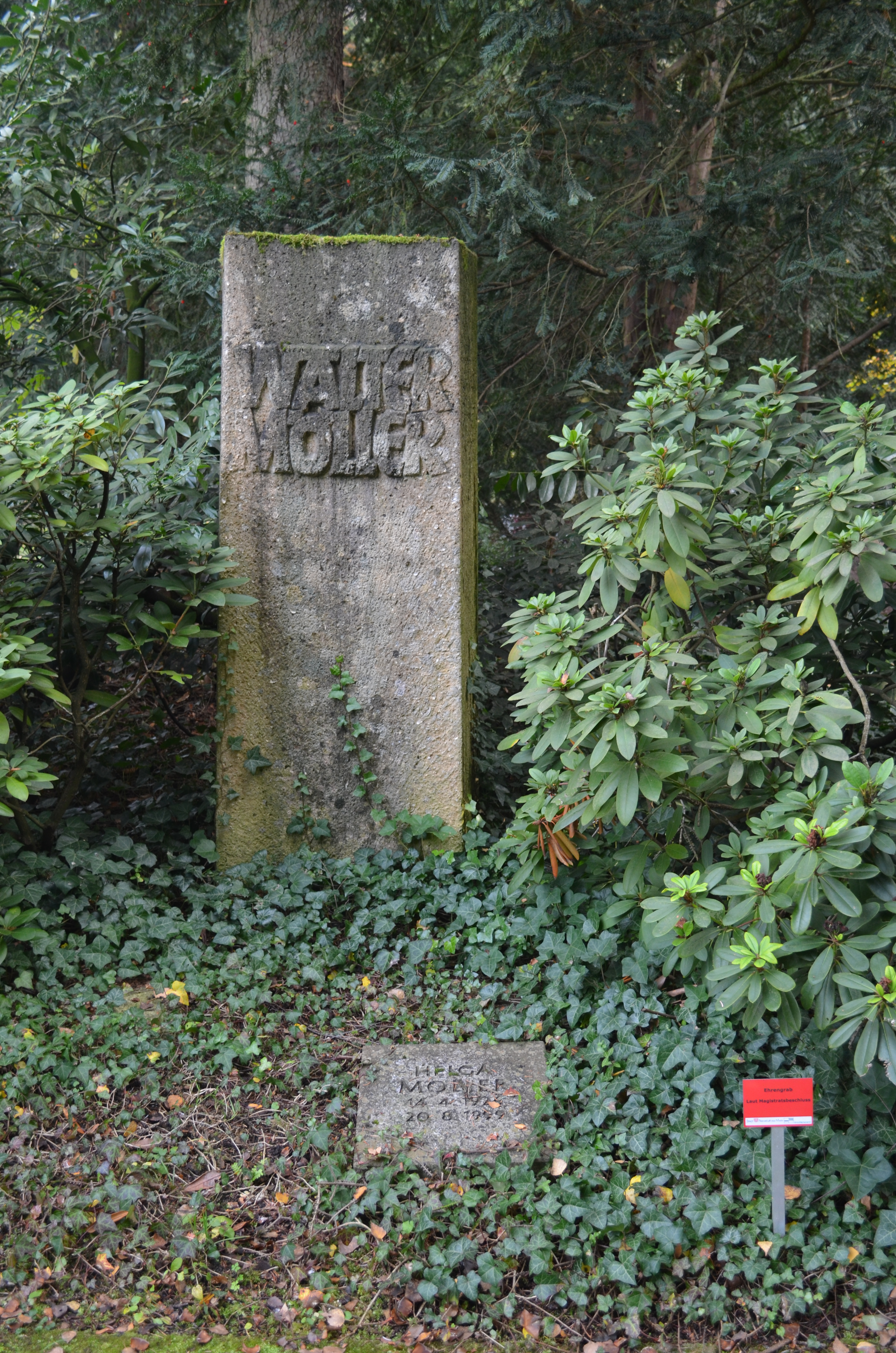
Grab von Walter Möller

Walter Möller (* 7. April 1920 in Frankfurt am Main; † 16. November 1971 in Wiesbaden) war ein deutscher Kommunalpolitiker der SPD. 1970 bis zu seinem Tod war er Oberbürgermeister von Frankfurt am Main.

## Leben
Der Sohn einer Arbeiterfamilie aus Frankfurt-Bornheim nahm vom April 1947 bis zum Februar 1948 am ersten Nachkriegslehrgang der Akademie der Arbeit teil. Walter Möller, tätig als Schriftsteller und Redakteur unter anderem für den Schulfunk von Radio Frankfurt, gehörte der SPD-Fraktion des Frankfurter Stadtparlaments ab 1948 an. Ab 1949 war als Redakteur der Parteizeitung der hessischen SPD tätig. 1956 übernahm er die Leitung der Frankfurter Volkshochschule. Ab Oktober 1961 war Möller zunächst Dezernent für Verkehr unter dem damaligen Frankfurter Oberbürgermeister Werner Bockelmann. Er begleitete Planung, Bau und Betrieb der Frankfurter U-Bahn kraft Amtes, aber auch aus innerer Überzeugung. Sowohl den ersten Rammschlag am 28. Juni 1963 als auch die Eröffnungsfahrt am 4. Oktober 1968, für die er sich von einem städtischen U-Bahnfahrer anlernen ließ, nahm Möller selbst vor. 1970 wurde Möller zum Oberbürgermeister der Stadt Frankfurt am Main gewählt.

## Zitat
„Walter Möller war ein profilierter Sozialdemokrat. Er selbst legte Wert auf die Bezeichnung Sozialist.“

Als er am 11. Juni 1970 von der Stadtverordnetenversammlung als neuer Oberbürgermeister gewählt und am 9. Juli 1970 vereidigt wurde, war seine Fraktion überzeugt, dass es keinen besseren Nachfolger für den zuvor verstorbenen Willi Brundert geben könne. Doch schon bald verschlechterte sich der gesundheitliche Zustand des politisch sehr aktiven Oberbürgermeisters. Auf dem Rückweg von einem Gespräch mit dem hessischen Ministerpräsidenten Albert Osswald starb Möller an den Folgen eines Herzinfarkts im Alter von nur 51 Jahren. Beigesetzt wurde er auf dem Hauptfriedhof in Frankfurt  am Main (Grablage: Gewann II, 202c). Das Grab ist als Ehrengrab ausgewiesen. Sein Trauerzug folgte dem Tunnel der von ihm initiierten U-Bahn. Ihm zu Ehren ist ein direkt am Nordwestzentrum gelegener Platz benannt, den Tausende tagtäglich überqueren.
Ein weiteres Feld, in dem Möller in seiner kurzen Amtszeit wichtige Arbeit leistete, war die Regionalpolitik. Bekannt ist hier vor allem sein Konzept einer Regionalstadt Frankfurt (1971), einer in Stadtbezirke gegliederten Großkommune nach dem Vorbild Groß-Berlins.
Ihm und seiner Arbeit zu Ehren verleiht die Stadt Frankfurt am Main seit 1977 die Walter-Möller-Plakette.